# Collegio uninominale Marche - 03 (Camera dei deputati 2020)
Il collegio elettorale uninominale Marche 03 è un collegio elettorale uninominale della Repubblica Italiana per l'elezione della Camera dei deputati.

## Territorio
Come previsto dalla legge n. 51 del 27 maggio 2019, il collegio è stato definito tramite decreto legislativo all'interno della circoscrizione Marche.
È formato da 43 comuni della provincia di Ancona: Agugliano, Ancona, Arcevia, Barbara, Belvedere Ostrense, Camerano, Camerata Picena, Castelbellino, Castelleone di Suasa, Castelplanio, Cerreto d'Esi, Chiaravalle, Corinaldo, Cupramontana, Fabriano, Falconara Marittima, Filottrano, Genga, Jesi, Maiolati Spontini, Mergo, Monsano, Monte Roberto, Monte San Vito, Montecarotto, Montemarciano, Morro d'Alba, Offagna, Osimo, Ostra, Ostra Vetere, Poggio San Marcello, Polverigi, Rosora, San Marcello, San Paolo di Jesi, Santa Maria Nuova, Sassoferrato, Senigallia, Serra de' Conti, Serra San Quirico, Staffolo e Trecastelli.
Il collegio è parte del collegio plurinominale Marche - 01.

## Eletti
| Elezione | Elezione | Deputato                  | Partito           |
| -------- | -------- | ------------------------- | ----------------- |
|          | 2022     | Stefano Benvenuti Gostoli | Fratelli d'Italia |

## Dati elettorali

### XIX legislatura
Come previsto dalla legge elettorale, 147 deputati sono eletti con sistema a maggioranza relativa in altrettanti collegi uninominali a turno unico.
| Candidati                                 | Candidati                           | Voti    | %     | Liste                                 | Voti    | %     |
| ----------------------------------------- | ----------------------------------- | ------- | ----- | ------------------------------------- | ------- | ----- |
|                                           | Stefano Benvenuti Gostoli ✔️ Eletto | 82 720  | 38,66 | Fratelli d'Italia                     | 55 849  | 26,10 |
| Lega per Salvini Premier                  | Stefano Benvenuti Gostoli ✔️ Eletto | 82 720  | 38,66 | 14 030                                | 6,56    |       |
| Forza Italia                              | Stefano Benvenuti Gostoli ✔️ Eletto | 82 720  | 38,66 | 11 341                                | 5,30    |       |
| Noi moderati/Lupi - Toti - Brugnaro - UDC | Stefano Benvenuti Gostoli ✔️ Eletto | 82 720  | 38,66 | 1 500                                 | 0,70    |       |
|                                           | Antonio Mastrovincenzo              | 67 328  | 31,47 | Partito Democratico-IDP               | 51 048  | 23,86 |
| Alleanza Verdi e Sinistra                 | Antonio Mastrovincenzo              | 67 328  | 31,47 | 8 834                                 | 4,13    |       |
| +Europa                                   | Antonio Mastrovincenzo              | 67 328  | 31,47 | 6 277                                 | 2,93    |       |
| Impegno Civico - Centro Democratico       | Antonio Mastrovincenzo              | 67 328  | 31,47 | 1 169                                 | 0,55    |       |
|                                           | Gabriele Santarelli                 | 29 597  | 13,83 | Movimento 5 Stelle                    | 29 597  | 13,83 |
|                                           | Francesca Cantarini                 | 16 920  | 7,91  | Azione - Italia Viva - Calenda        | 16 920  | 7,91  |
|                                           | Massimo Gianangeli                  | 5 657   | 2,64  | Italexit                              | 5 657   | 2,64  |
|                                           | Anna Maurizi                        | 3 530   | 1,65  | Unione Popolare                       | 3 530   | 1,65  |
|                                           | Andrea Grilli                       | 3 080   | 1,44  | Italia Sovrana e Popolare             | 3 080   | 1,44  |
|                                           | Roberta Coletta                     | 2 645   | 1,24  | Partito Comunista Italiano            | 2 645   | 1,24  |
|                                           | Paolo Sandonnini                    | 1 757   | 0,82  | Vita                                  | 1 757   | 0,82  |
|                                           | Fabio Sebastianelli                 | 713     | 0,33  | Alternativa per l'Italia (PdF - Exit) | 713     | 0,33  |
| Totale                                    | Totale                              | 213 947 | 100   |                                       | 213 947 | 100   |
|                                           |                                     |         |       |                                       |         |       |
| Schede bianche                            | Schede bianche                      | 3 563   | 1,59  |                                       |         |       |
| Schede nulle                              | Schede nulle                        | 5 909   | 2,64  |                                       |         |       |
| Votanti                                   | Votanti                             | 223 419 | 67,97 |                                       |         |       |
| Elettori                                  | Elettori                            | 328 683 |       |                                       |         |       |